# Six Feet Under (Band)
Six Feet Under  ist eine US-amerikanische Death-Metal-Band aus Florida. Der Name der Gruppe ist zurückzuführen auf die US-amerikanische Redewendung „Six Feet Under“ für „begraben sein“.

## Geschichte

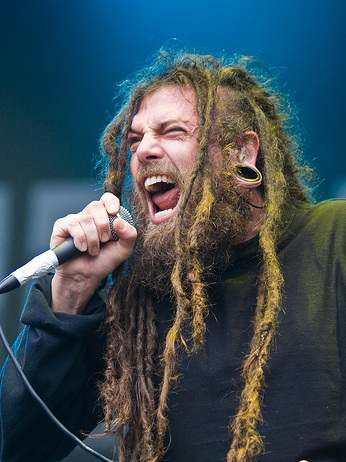
Chris Barnes, 2009

Six Feet Under war ursprünglich ein im Jahr 1993 gegründetes Nebenprojekt von Chris Barnes, der damals noch bei Cannibal Corpse sang, und Allen West, Gitarrist der Band Obituary. Die Band entstand erst, nachdem Barnes infolge eines Streits Cannibal Corpse im Jahr 1995 verließ und der Bassist Terry Butler sowie der Schlagzeuger Greg Gall aufgenommen wurden. Allen West verließ die Band im Jahr 1998. Sein Nachfolger an der Gitarre wurde Steve Swanson.
Eine Besonderheit im musikalischen Wirken der Band stellen die Graveyard-Classics-Alben dar. Auf Graveyard Classics bekannte man sich zu seinen rockigen Wurzeln und coverte Klassiker von Jimi Hendrix, Deep Purple, Black Sabbath und anderen. Auf dem Album Graveyard Classics 2, wurde gar das komplette AC/DC-Album Back in Black gecovert.
Ende 2006 sagten Six Feet Under alle Weihnachtsfestivals in Europa ab, um sich der Arbeit an ihrem im Frühling erschienenen Album Commandment zu widmen. Im Mai 2008 zog sich Chris Barnes laut der offiziellen Homepage für die Aufnahmen zum neuen Album zurück, welches unter dem Titel Death Rituals am 19. November veröffentlicht wurde.
Am 19. Januar 2010 veröffentlichte die Band den dritten Teil der Graveyards-Classics-Reihe, Graveyard Classics 3. Auf diesem Album wurden unter anderem Lieder von Slayer, Van Halen, Metallica und den Ramones gecovert. Auffallend ist hierbei der geringere Bekanntheitsgrad der verschiedenen Lieder, es wurden keine „Hits“ der einzelnen Bands gecovert, sondern eher Lieder aus zweiter Reihe.

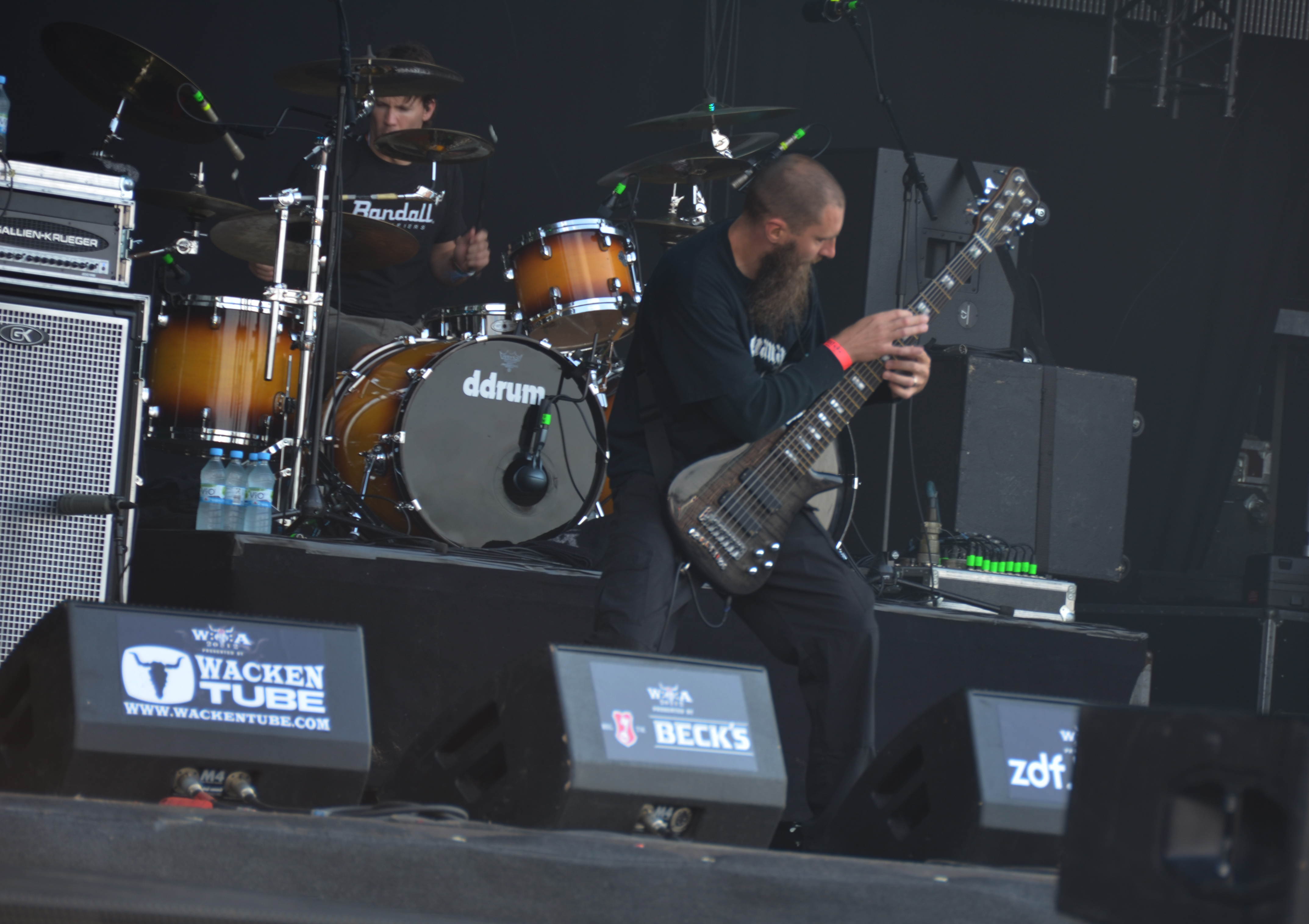
Jeff Hughell (Bass) und Kevin Talley (Schlagzeug)

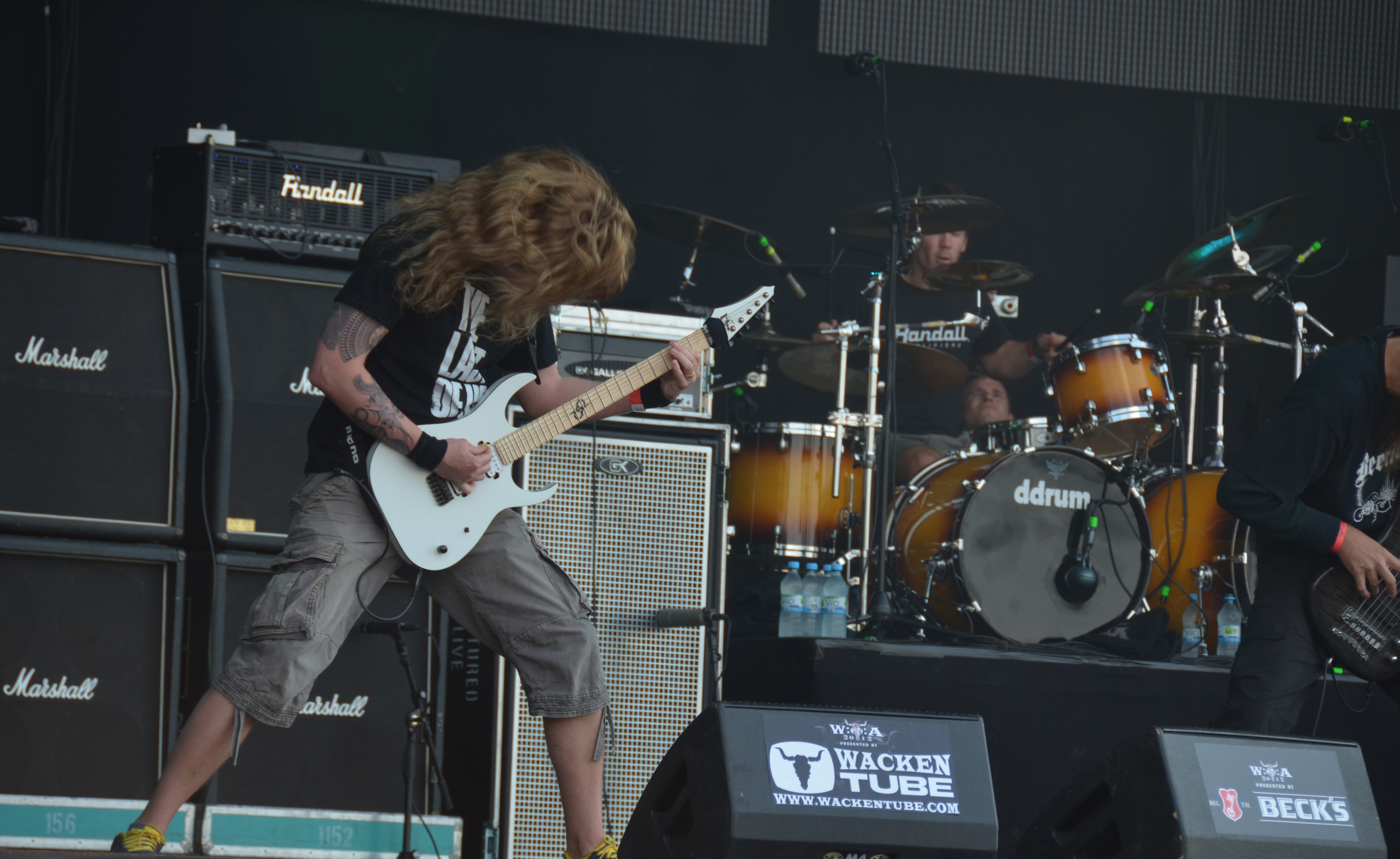
Ola Englund (Gitarre) und Kevin Talley (Schlagzeug)

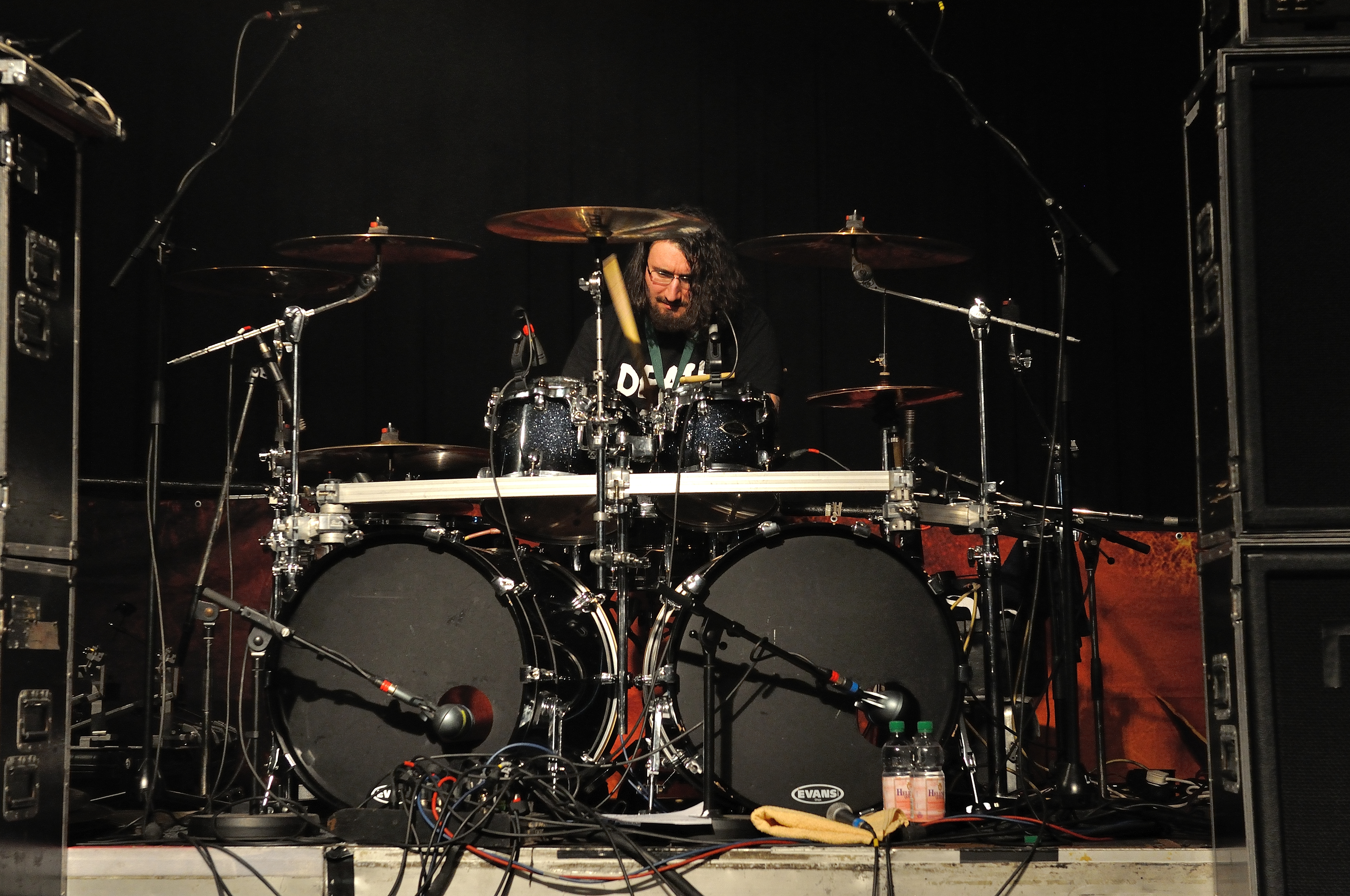
Marco Pitruzzella

Am 1. Februar 2011 gab die Band bekannt, dass der Bassist Terry Butler und der Schlagzeuger Greg Gall die Band verlassen werden. Einen Tag später trat der Schlagzeuger Kevin Talley der Band bei. Kurze Zeit später, am 27. Februar 2011, veröffentlichte die Band auf ihrer Seite, dass Chimaira-Gitarrist Rob Arnold als zweiter Rhythmusgitarrist und Songwriter der Band beigetreten sei. Im Februar 2012 trat Matt DeVries aus der Band aus und ging zu Fear Factory. Als Ersatz wurde Jeff Hughell (ehemals Brain Drill und Vile) gefunden.
Rob Arnold stieg 2012 wieder aus und wurde Ende Mai 2012 durch den schwedischen Gitarristen Ola Englund ersetzt, der bei Feared und Scarpoint spielt. 2013 wurde Kevin Talley durch Marco Pitruzzella ersetzt.

## Stil
SFU spielen groovigen Death Metal im mittleren Tempobereich. Barnes charakteristisches tiefes Growlen und seine Pig Squeals  sind Markenzeichen der Band.
Textlich beschäftigt sich die Gruppe hauptsächlich mit Themen aus den Bereichen Zombies, Splatter und Gore, allerdings geht es in vielen Six-Feet-Under-Songs auch um politische Themen, z. B. die Legalisierung von Marihuana, den Sturz des Kapitalismus oder Anti-Kriegs-Einstellungen.

## Diskografie

### Studioalben
| Jahr | Titel Musiklabel                                 | Höchstplatzierung, Gesamtwochen, AuszeichnungChartplatzierungen (Jahr, Titel, Musiklabel, Platzierungen, Wochen, Auszeichnungen, Anmerkungen) | Höchstplatzierung, Gesamtwochen, AuszeichnungChartplatzierungen (Jahr, Titel, Musiklabel, Platzierungen, Wochen, Auszeichnungen, Anmerkungen) | Höchstplatzierung, Gesamtwochen, AuszeichnungChartplatzierungen (Jahr, Titel, Musiklabel, Platzierungen, Wochen, Auszeichnungen, Anmerkungen) | Höchstplatzierung, Gesamtwochen, AuszeichnungChartplatzierungen (Jahr, Titel, Musiklabel, Platzierungen, Wochen, Auszeichnungen, Anmerkungen) | Anmerkungen                                                       |
| Jahr | Titel Musiklabel                                 | DE | AT | CH | US | Anmerkungen                                                       |
| ---- | ------------------------------------------------ | --- | --- | --- | --- | ----------------------------------------------------------------- |
| 1995 | Haunted Metal Blade Records                      | — | — | — | — | Erstveröffentlichung: 26. September 1995                          |
| 1997 | Warpath Metal Blade Records                      | — | — | — | — | Erstveröffentlichung: 9. September 1997                           |
| 1999 | Maximum Violence Metal Blade Records             | DE68 (1 Wo.)DE | — | — | — | Erstveröffentlichung: 13. Juli 1999                               |
| 2001 | True Carnage Metal Blade Records                 | DE40 (3 Wo.)DE | AT69 (1 Wo.)AT | — | — | Erstveröffentlichung: 7. August 2001 Wiederveröffentlichung: 2007 |
| 2003 | Bringer of Blood Metal Blade Records             | DE36 (2 Wo.)DE | — | — | — | Erstveröffentlichung: 23. September 2003                          |
| 2005 | 13 Metal Blade Records                           | DE51 (2 Wo.)DE | AT62 (2 Wo.)AT | — | — | Erstveröffentlichung: 22. März 2005                               |
| 2007 | Commandment Metal Blade Records                  | DE58 (2 Wo.)DE | AT70 (2 Wo.)AT | — | — | Erstveröffentlichung: 17. April 2007                              |
| 2008 | Death Rituals Metal Blade Records                | DE64 (1 Wo.)DE | — | — | — | Erstveröffentlichung: 11. November 2008                           |
| 2012 | Undead Metal Blade Records                       | DE65 (1 Wo.)DE | — | — | US186 (1 Wo.)US | Erstveröffentlichung: 22. Mai 2012                                |
| 2013 | Unborn Metal Blade Records                       | DE85 (1 Wo.)DE | — | — | — | Erstveröffentlichung: 19. März 2013                               |
| 2015 | Crypt of the Devil Metal Blade Records           | DE42 (1 Wo.)DE | — | — | — | Erstveröffentlichung: 5. Mai 2015                                 |
| 2017 | Torment Metal Blade Records                      | DE44 (1 Wo.)DE | AT54 (1 Wo.)AT | CH98 (1 Wo.)CH | — | Erstveröffentlichung: 24. Februar 2017                            |
| 2018 | Unburied Metal Blade Records                     | — | — | — | — | Erstveröffentlichung: 6. Juli 2018                                |
| 2020 | Nightmares of the Decomposed Metal Blade Records | DE35 (1 Wo.)DE | — | CH72 (1 Wo.)CH | — | Erstveröffentlichung: 2. Oktober 2020                             |
| 2024 | Killing for Revenge Metal Blade Records          | DE74 (1 Wo.)DE | AT58 (1 Wo.)AT | — | — | Erstveröffentlichung: 10. Mai 2024                                |

### Coveralben
- 2000: Graveyard Classics
- 2004: Graveyard Classics II
- 2010: Graveyard Classics III
- 2016: Graveyard Classics IV - The Number of the Priest

### Sonstige
- 1996: Alive and Dead (EP)
- 2002: Double Dead Redux (Live)
- 2003: Bringer of Blood (7"-Picture-Vinyl, limitiert auf 5000 Stück)
- 2005: A Decade in the Grave (Box-Set)

### Videoalben
- 1999: Maximum Video
- 2002: Double Dead
- 2004: Live with Full Force
- 2011: Wake the Night! Live in Germany

### Musikvideos
- 1995: Lycanthropy
- 1997: Manipulation
- 1999: Victim of the Paranoid
- 2001: The Day the Dead Walked
- 2003: Amerika the Brutal
- 2003: Ugly
- 2003: Bringer of Blood (Live)
- 2004: Dead and Buried (Living Life in the Grave)
- 2005: Shadow of the Reaper
- 2005: Deathklaat
- 2007: Ghosts of the Undead
- 2007: Doomsday
- 2008: Seed of Filth
- 2015: Open Coffin Orgy